# Версоль-э-Лапер
Версо́ль-э-Лапе́р (фр. Versols-et-Lapeyre, окс. Verzòls e La Pèira) — коммуна во Франции, находится в регионе Окситания. Департамент — Аверон. Входит в состав кантона Сент-Африк. Округ коммуны — Мийо.
Код INSEE коммуны — 12292.
Коммуна расположена приблизительно в 640 км к югу от Парижа, в 95 км западнее Тулузы, в 220 км к юго-западу от Родеза.

## Население
Население коммуны на 2008 год составляло 435 человек.
| 1962 | 1968 | 1975 | 1982 | 1990 | 1999 | 2008 |
| ---- | ---- | ---- | ---- | ---- | ---- | ---- |
| 374  | 310  | 260  | 307  | 340  | 353  | 435  |

## Экономика
В 2007 году среди 264 человек в трудоспособном возрасте (15—64 лет) 194 были экономически активными, 70 — неактивными (показатель активности — 73,5 %, в 1999 году было 72,0 %). Из 194 активных работали 187 человек (110 мужчин и 77 женщин), безработных было 7 (2 мужчин и 5 женщин). Среди 70 неактивных 16 человек были учениками или студентами, 34 — пенсионерами, 20 были неактивными по другим причинам.

## Достопримечательности
- Бывшая церковь XI века на кладбище Лапер. Памятник истории с 1928 года[3]
- Замок Версоль[фр.] (XIV век). Памятник истории с 1988 года[4]
- Замок Монталегр[фр.] (XIV век). Памятник истории с 1978 года[5]

## Фотогалерея

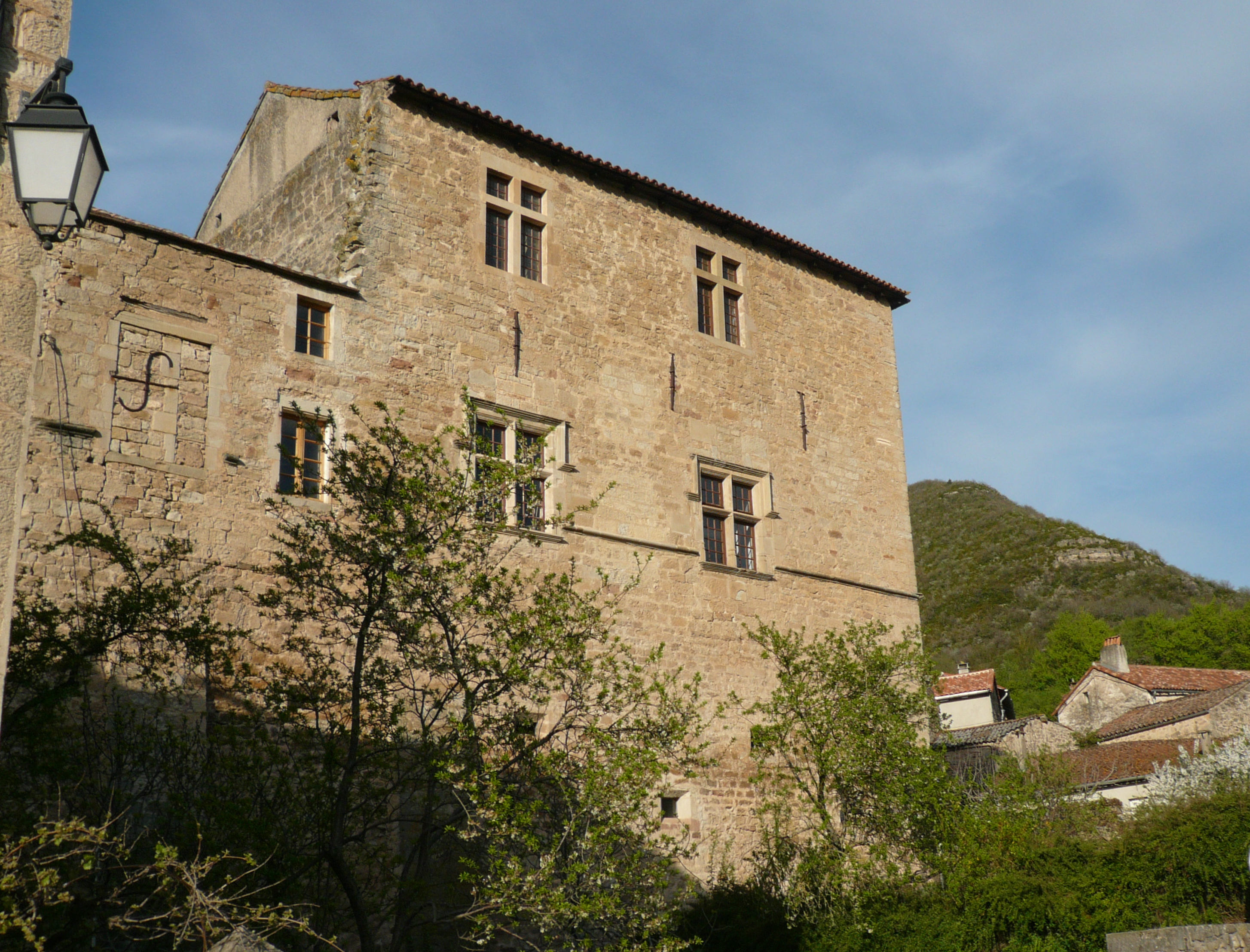
Замок Версоль
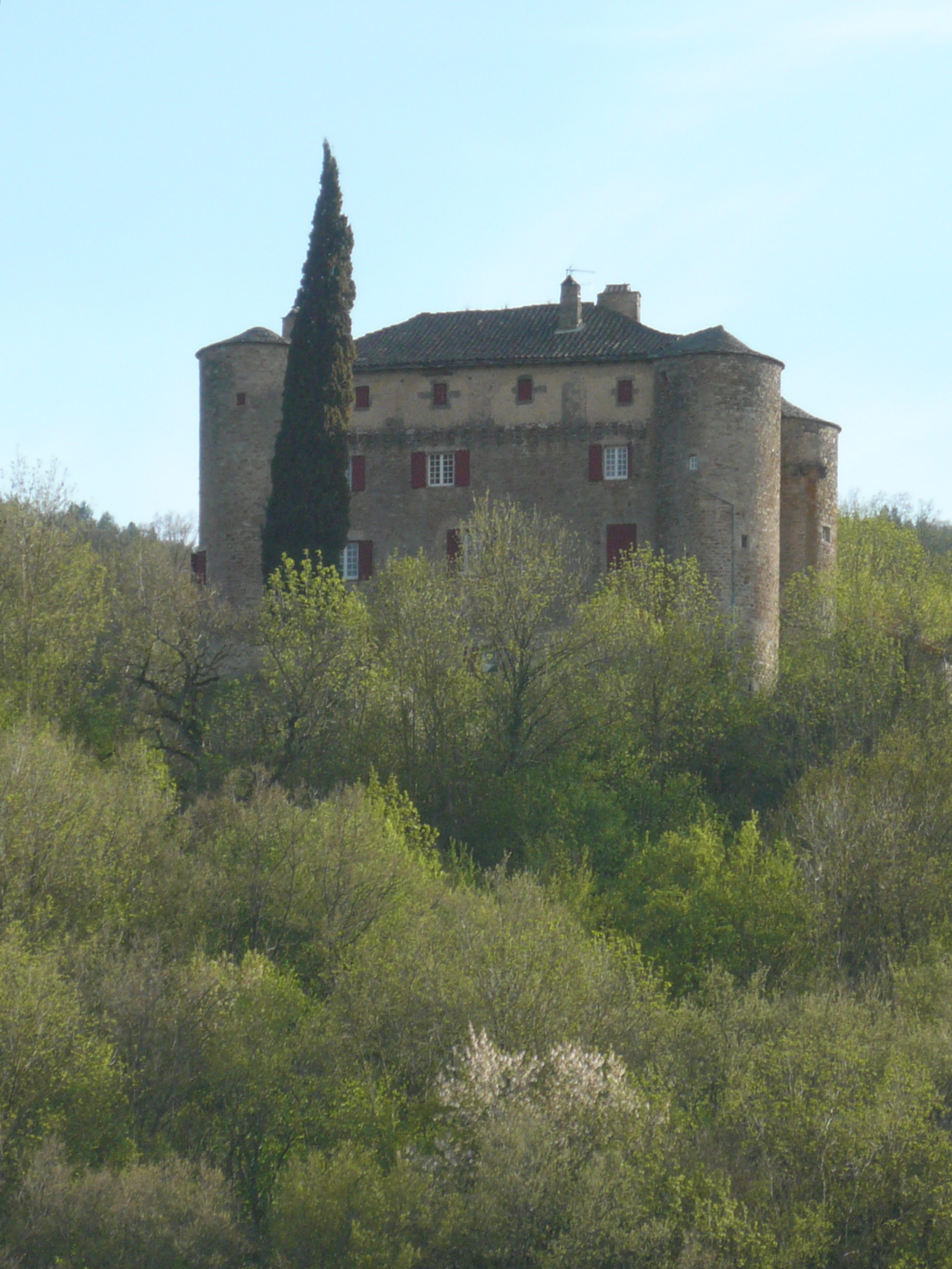
Замок Монталегр
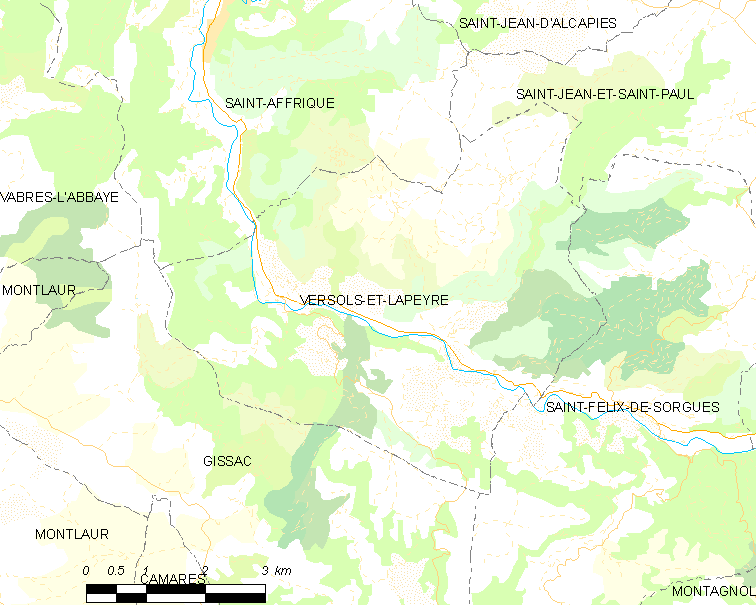
Карта коммуны